# 남자는 처음을 원하고 여자는 마지막을 원한다
《남자는 처음을 원하고 여자는 마지막을 원한다》는 2023년 5월 18일 개봉한 대한민국 영화이다.

## 출연

### 주연
- 윤성모 : 한동준 역
- 정미미 : 서혜지 역

### 조연
- 장원혁 : 강정식 역
- 김홍경 : 허은선 역
- 손주형 : 정다영 역
- 차유미 : 이 과장 역
- 이주호 : 김 주임 역
- 안재우 : 편의점 직원 역
- 장석구 : 카페 직원 역
- 민동호 : 버스 승객 역
- 박찬웅 : 버스 승객 역
- 서별 : 버스 승객 역
- 이건창 : 버스 승객 역